# Guaianás
Os indígenas guaianás, também conhecidos como guaianases (do tupi antigo gûaîanã), foram um agrupamento indígena sul-americano que povoou regiões entre São Paulo de Piratininga e o Uruguai até o final do século XVI.

## Etimologia
Durante o período colonial, esta comunidade recebeu vários nomes, como guaianases e guaianã, relativos ao povo originário guayaná, goyaná, goyanã, goainaze, wayanaze. O nome guayaná continuou sendo utilizado até 1843. A denominação Kaingang só foi introduzida no final do século XIX por Telêmaco Borba.
A utilização do nome como povo/nação ou como designação de grupos/indivíduos, tem sido um debate reatualizado. Embora o Estado indique, no manual de estilo de comunicação, sua utilização como adjetivada em minúsculas e plural, as nações indígenas vem reivindicando sua referência substantiva, como nome próprio, no singular, pois a noção de coletivo diferencia-se na sua cultura.
As discussões da etimologia linguística tornam-se importantes, pois delineiam a noção de pertencimento para os povos originários do Brasil, mais do que os limites geográficos e de registro cartorial escrito da cultura do colonizador europeu.

## Histórias

##### Costumes
Os antigos guaianás são descritos como agricultores sedentários, embora a caça e a coleta também fosse parte de seus hábitos. As constantes modificações advindas dos contatos com os brancos e com outros grupos, por deslocamentos forçados, tornaram os dois últimos mais importantes para a sobrevivência, aparecendo também a pesca como atividade de subsistência.

#### Territorialização
Era um grupo considerado coletor, ocupando a região da Serra do Mar, em um território que ia desde a Serra de Paranapiacaba até a foz do Rio Paraíba do Sul, no atual estado do Rio de Janeiro.
Gabriel Soares de Sousa descreveu toda a costa brasileira em seu Notícia do Brasil, publicado em 1587. Na obra, o cronista luso afirma que os guaianás eram vizinhos dos tamoios na região onde seria São Paulo, sendo que a tribo que habitou os planaltos paulistas foi o povo que se autodenominava tupi, conhecidos por seus vizinhos como Tupiniquim. Grandes chefes indígenas como Tibiriçá, Piquerobi e Kaiobi são confundidos com os guaianás, porém são de origem Tupi.

#### Pesquisas das origens, polêmicas, controvérsias e avanços
O antropólogo Benedito Antonio Genofre Prezia, em seu artigo Os indígenas do planalto paulista, afirma que "...identificamos dois grupos guaianás que viveram em São Paulo: um no século XVI, próximo culturalmente aos Puri, e um outro, no século XVII, vindo do Paraná, e que era, seguramente, ancestral dos caingangue..." O relevo da obra de Benedito reside, além da extensa pesquisa bibliográfica, especialmente no seu trabalho direto com a população e o convívio com seus descendentes.
A autor apresenta ainda, em Os Guaianá de São Paulo: uma contribuição ao debate, a "... hipótese de que em São Paulo, o etnônimo guaianá designou dois grupos distintos, ambos do tronco lingüístico macro-jê: um, ligado a um grupo coletor, vivendo na serra do Mar e que faria parte de um complexo cultural, cujos remanescentes seriam os Puri e Coroado do vale do Paraíba e sudeste de Minas; um outro ligado a um grupo horticultor do Sul, ancestral dos atuais Kaingang".
Benedito, ao longo de sua a dissertação de mestrado Os indígenas do planalto paulista - Etnônimos e grupos indígenas nos relatos dos viajantes, cronistas e missionários dos séculos XVI e XVII, nos apresenta vários trabalhos de pesquisa, de diferentes autores, com diferentes pontos de vista, incluindo a discussão de Capistrano de Abreu em Os guaianases de Piratininga e de outros que citam três grupos originários: “os Guaianá propriamente dito, vivendo no planalto; os Guaianá-Tupiniquim, vivendo no litoral sul, até Cananéia e os Guaianá-Muiramomi, que ocupariam o vale do Paraíba até o litoral de Ubatuba".
Alfred Métraux afirma que, possivelmente, os guaianás que habitavam a região da cidade de São Paulo sabiam falar também a língua tupi antiga, porém que a maioria dos guaianás pertencia a outro tronco linguístico: o macro-jê, com o quê concorda o linguista Aryon Dall’Igna Rodrigues.